# Euphorini
Tribu
Les Euphorini sont une tribu d'insectes de l'ordre des hyménoptères de la famille des Braconidae et de la sous-famille des Euphorinae. 
Il existe des espèces fossiles comme Euphorus indurescens.

## Liste des genres
- Chrysopophthorus
- Holdawayella
- Leiophron
- Mama
- Onychoura
- ?Orionis
- Plynops
- Stenothremma
- Wesmaelia

## Liens  externes
- (en) Euphorini sur le site de Fossilworks (consulté le 21 avril 2019)